# Aotus brumbacki
Aotus brumbacki é uma espécie de Macaco do Novo Mundo da família Aotidae nativo da Colômbia. Tradicionalmente, era considerado como subespécie de Aotus lemurinus. Mas recentemente tem-se discutido que poderia constituir-se uma nova especie.